# St.-Johannis-Kloster vor Schleswig
Das St.-Johannis-Kloster vor Schleswig wurde 1194 als Benediktinerinnenkloster gegründet.
Nach der Reformation wurde es in ein Damenstift umgewandelt, die Bezeichnung St.-Johannis-Kloster wurde jedoch beibehalten. Die Anlage, die sich direkt am nördlichen Ufer der Schlei befindet, blieb bis heute bestehen und gilt als besterhaltene mittelalterliche Klosteranlage Schleswig-Holsteins.

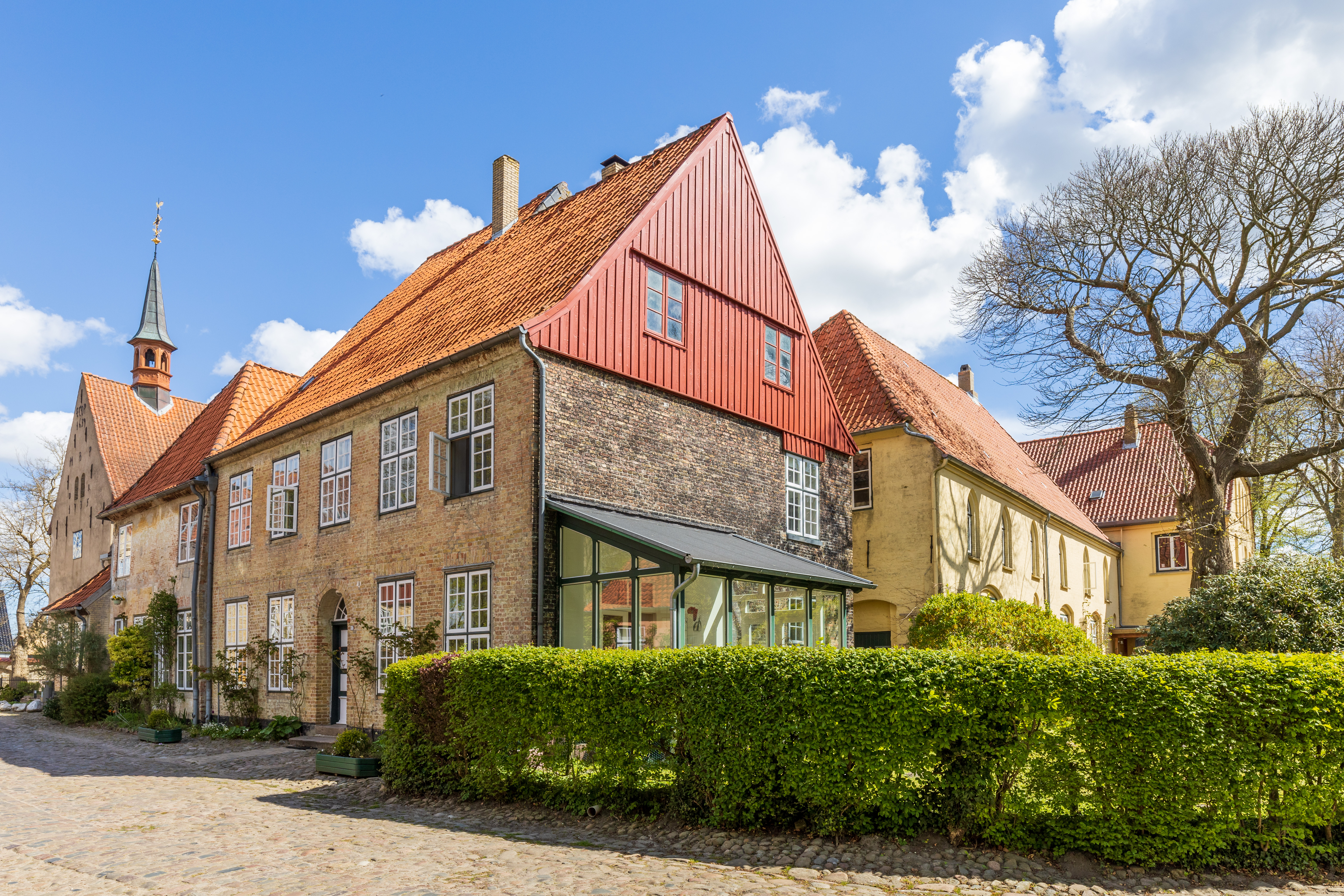
Das St.-Johannis-Kloster vor Schleswig.

## Geschichte

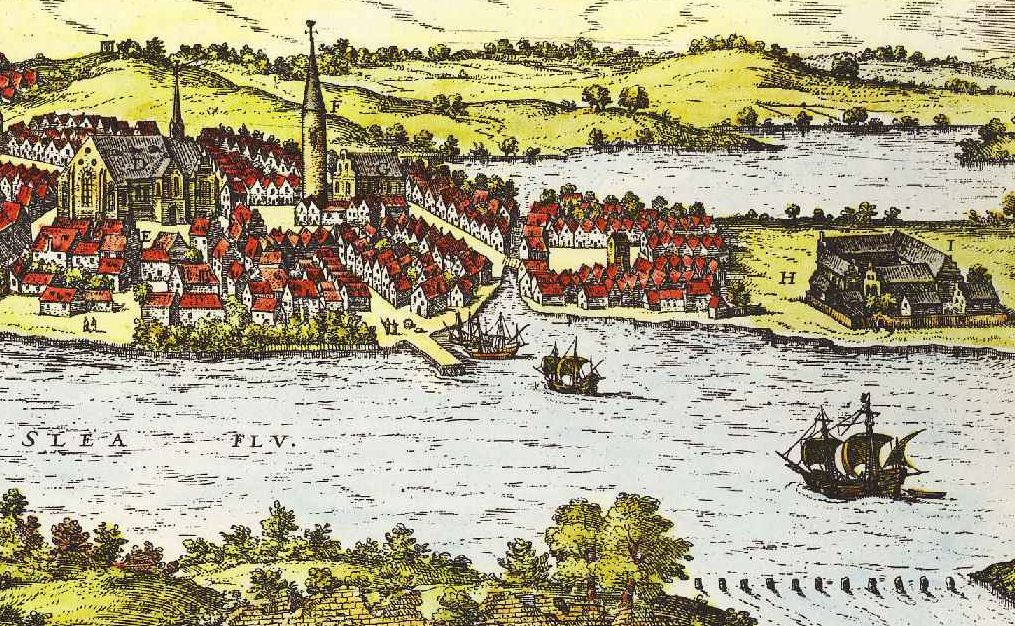
Historische Ansicht Schleswigs von Frans Hogenberg aus Georg Brauns Civitates Orbis Terrarum (um 1600), gut zu sehen rechts die vorgelagerte Insel mit dem Holm (H) und dem St.-Johannis-Kloster (I), links der St.-Petri-Dom (D) direkt daneben das Graukloster/Rathaus (G)

Die erste Niederlassung des Benediktinerordens in Schleswig, das 948 Bischofssitz des unter dem Einfluss von Otto I. gegründeten Bistums Schleswig wurde, war das Kloster St. Michaelis. Erstmals urkundlich erwähnt wird dieses im Jahr 1192, der Zeit seiner Aufhebung durch Bischof Waldemar von Schleswig, und als Doppelkloster beschrieben, dies gilt jedoch nicht als historisch bestätigt. Als gesichert gilt, dass neben den Mönchen auch Nonnen im Bereich des Klosters lebten, was eine religiös und politisch bedingte Krise auslöste. Vielfach wird als Grund für die Aufhebung des Klosters der sittliche Verfall seiner Bewohner genannt. Gesichert ist, dass die Mönche nach Guldholm am Langsee nahe der heutigen Gemeinde Böklund geschickt wurden, wo Waldemar ein eigenes Hauskloster gründen wollte, das nach den Regeln des Zisterzienserordens geführt werden sollte. Der Konvent siedelte bereits 1209/1210 in das Rudekloster in Glücksburg umgesiedelt wurde, an dessen Stelle nach der Reformation das Schloss Glücksburg entstand.
Ab 1194 entstand auf dem Holm, einer Insel (dänisch: Holm) in der Schlei vor der Stadt Schleswig, nahe einer Fischersiedlung das Kloster St. Johannis. Erstmals schriftlich erwähnt wurde das Johannes dem Täufer geweihte Benediktinernonnenkloster auf dem Holm in einer vom Dänenkönig Abel ausgestellten Urkunde vom 7. März 1251 (nicht 1250, wie irrtümlich angegeben). In ihr bestätigt Abel als König von Dänemark und Herzog von Jütland (Schleswig) dem Kloster St.-Johannis vor Schleswig umfangreiche Freiheiten, so auch Befreiung von Heereslasten, Steuerforderungen und Zwangsverpflichtungen. Dem Provisor wurde die Gerichtsbarkeit zugesprochen. Erst Ende des 14. Jahrhunderts wird St. Johannis explizit als Benediktinerinnenkloster bezeichnet. Die verbreitete Geschichte, dass das St.-Johannis-Kloster direkt aus dem Kloster St. Michaelis hervorging, ist somit ebenfalls historisch nicht belegbar.
Zur Zeit der Gründung des Klosters hatte Schleswig noch die Stellung Haithabus, das 1066 nach einem Brand aufgegeben wurde, als überregionales Handelszentrum des Nordens inne, diese Stellung sollte es jedoch in den folgenden Jahren an Lübeck und die aufkommende Hanse verlieren. Als Bischofssitz und Sitz der Herzöge von Schleswig blieb es aber zunächst ein religiöses und politisches Zentrum. Etwa zeitgleich mit dem St. Johannis-Kloster entstanden in Schleswig noch das Franziskanerkloster St. Paul (1234) und das Dominikanerkloster St. Maria Magdalena (1235). Der St.-Petri-Dom zu Schleswig war zu dieser Zeit noch eine romanische Basilika, die vor 1134 errichtet wurde und 1275 teilweise einstürzte; etwa zur Zeit der Gründung von St. Johannis wurden das noch heute existierende Petri-Portal (um 1180) und die Kanonikersakristei (1230) errichtet.

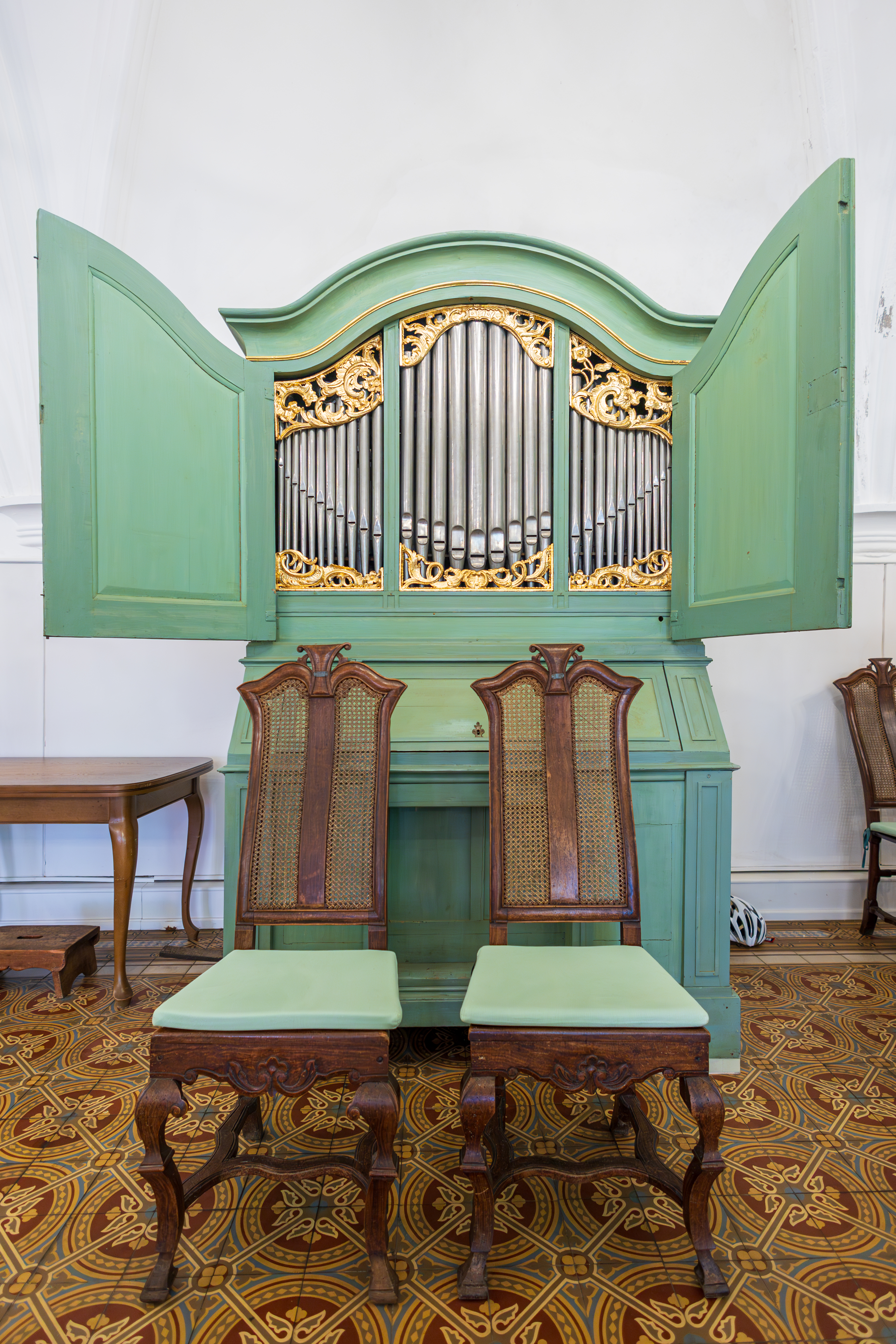
Bellmannorgel im Remter

Für das Jahr 1402 wurden außer der Priörin sechs und für das Jahr 1464 neun Nonnen bezeugt. Das stimmt überein mit dem erhaltenen frühgotischen zehnsitzigen Nonnenchorgestühl von um 1240.
Brände in den Jahren 1299 und 1487 führten zu massiven Zerstörungen und anschließendem Wiederaufbau.
1536/1542 ging das Kloster in den Besitz der schleswig-holsteinischen Ritterschaft über und wurde in ein Stift für die unverheirateten Töchter des schleswig-holsteinischen Adels umgewandelt. Im 17. und 18. Jahrhundert wurde die Klosteranlage um weitere Gebäude ergänzt. In den 1840er Jahren komponierte der damalige Kantor der Klosterkirche Carl Gottlieb Bellmann die Melodie des Schleswig-Holstein-Lieds Schleswig-Holstein meerumschlungen.
Die Anlage, die als Kulturdenkmal unter Denkmalschutz steht, gilt heute trotz der beiden Brände als besterhaltener mittelalterlicher Klosterkomplex in Schleswig-Holstein. Die Außenanlagen sind frei zugänglich, das Innere des Klosters kann nur im Rahmen einer Führung besichtigt werden. Auf dem Gelände befindet sich das Bibelzentrum Schleswig. Teile des Stifts werden heute für Kulturveranstaltungen und Trauungen verwendet. Das Stift finanziert sich heute vorwiegend durch Vermietung, um die Restaurierung der Anlage kümmert sich – neben der öffentlichen Hand – ein eigener Förderverein.

## Klosteranlage und Inventar

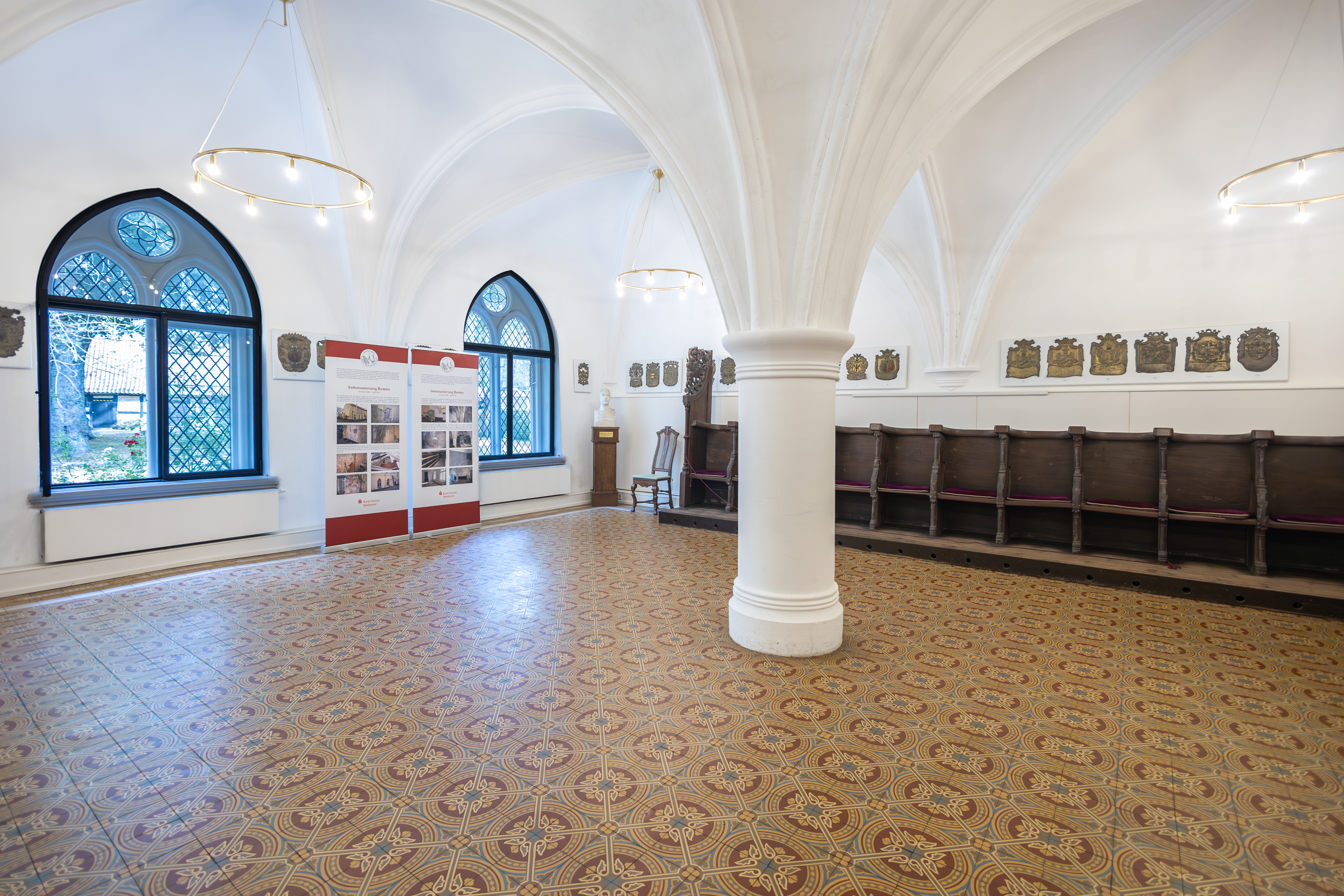
Remter

Im Laufe der Geschichte kam es immer wieder zu baulichen und gestalterischen Veränderungen, einen tiefen Einschnitt stellt insbesondere die Umwandlung des Benediktinerinnenklosters in ein Hochadelsdamenstift dar. Die Veränderungen beziehen sich in erster Linie auf die Ausgestaltung der Anlage, der Grundaufbau, der durch die Lage von Remter und Kirche bestimmt wird, blieb erhalten. Er folgt im Wesentlichen dem St.-Galler-Klosterplan aus dem 9. Jahrhundert. Der folgende Abschnitt beschreibt den aktuellen Zustand, der eine Mischung aus Elementen der Zeit vor und nach der Reformation darstellt.

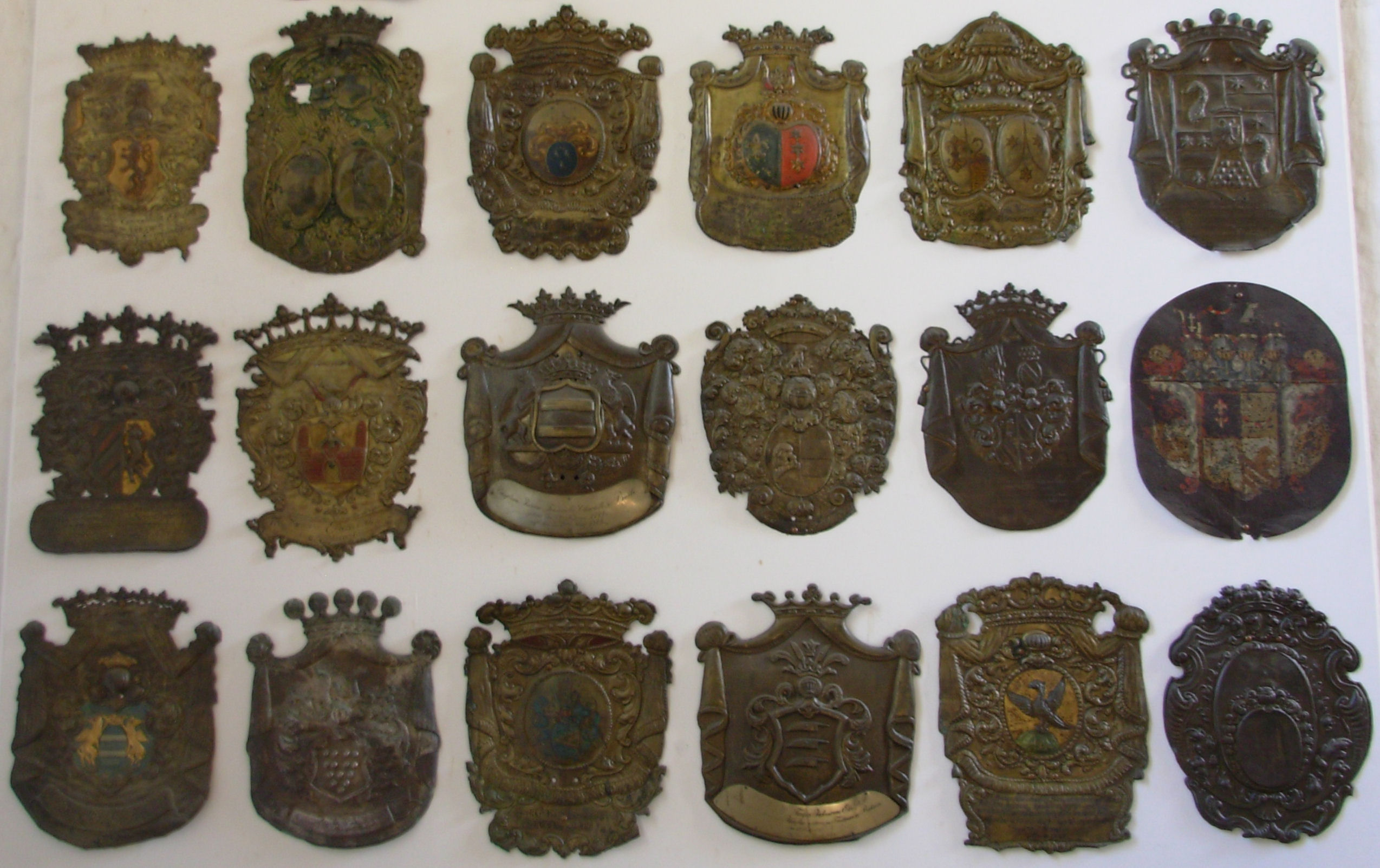
Totenschilde im Altarraum der Kirche

### Klosterkirche

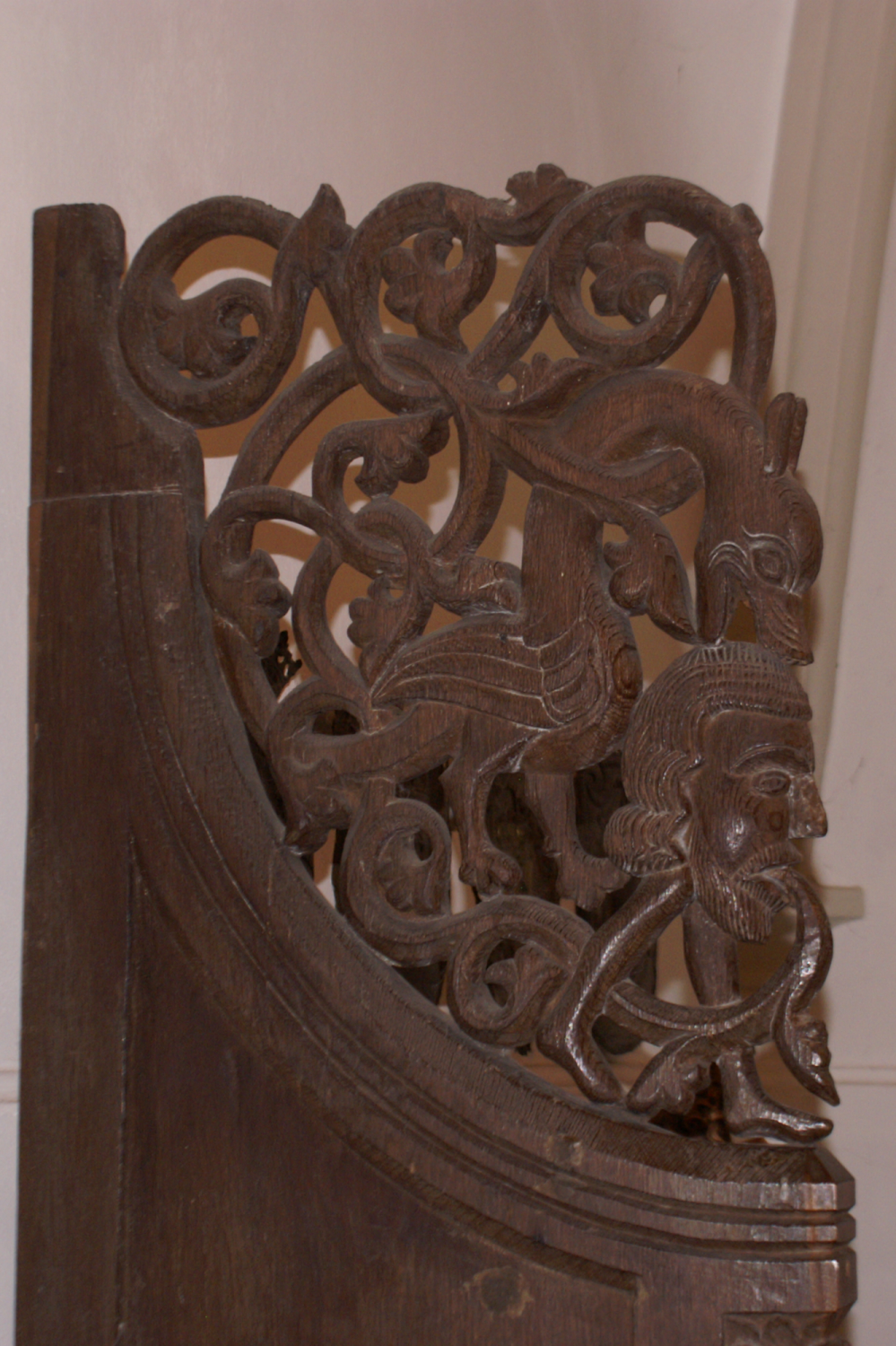
Schnitzereien am Chorgestühl von 1240

Im Norden der direkt an der Schlei gelegenen Klosteranlage befindet sich die einschiffige romanische Klosterkirche aus der Zeit zwischen 1200 und 1230. An dieser Stelle erhob sich bereits vor der Gründung des Klosters eine in Tuff errichtete Pfarrkirche, die vor 1170 entstanden ist. Der Grundriss der Kirche gliedert sich in den Turm, das Langhaus und den Chor, die sich unter einem gemeinsamen Satteldach befinden. Statt eines sichtbaren Turmes verfügt die Kirche nur über einen einfachen Dachreiter. Der Chorschluss ist hier nicht – wie in der Romanik üblich – halbrund, sondern flach.
Oberhalb des Langhauses mit dem Gestühl für das einfache Volk befindet sich die Nonnenempore, die heute als Orgelempore dient, aus der Zeit um 1240 mit ihrer bemalten Balustrade. An der Westwand des Langhauses unterhalb der Nonnenempore wurden 1936 Überreste gotischer Fresken aus dem 15. Jahrhundert freigelegt. Sie waren in späteren Jahrhunderten übermalt und teilweise von dem eingezogenen Kreuzrippengewölbe unterhalb der Empore überdeckt worden. Durch die klimatischen Bedingungen innerhalb der Kirche verfallen die Fresken immer mehr, sie sind nicht zu retten.
Ein Chorportal aus der Zeit zwischen 1505 und 1525 trennt das Langhaus vom Chor. Auf ihm erhebt sich die Kreuzgruppe (der Leib Christi und die Kreuzinschrift INRI sind auf Vorder- und Rückseite des Kreuzes angebracht). Links und rechts die Statuen der Maria und des Johannes. Den Altarraum dominieren barocke Elemente: Der Hauptaltar mit einem 1712 datierten Gemälde des Gekreuzigten von D. Oberdorff, die Kanzel und die zehn Gebetsstübchen der Konventualinnen aus der Zeit zwischen 1711 und 1717. Neben dem Hochaltar an der Ostwand ragt das um 1450 entstandene spätgotische Sakramentshaus 4,5 Meter in die Höhe. An den Wänden rund um den Altar hängen die Totenschilde der verstorbenen Konventualinnen. Verschiedene Plastiken und Gemälde, von den Stiftsdamen gestiftet, schmücken die Wände der Kirche, darunter eine spätgotische Maria im Strahlenkranz und ein Bartholomäus aus gleicher Zeit.

### Kloster um den Kreuzgang

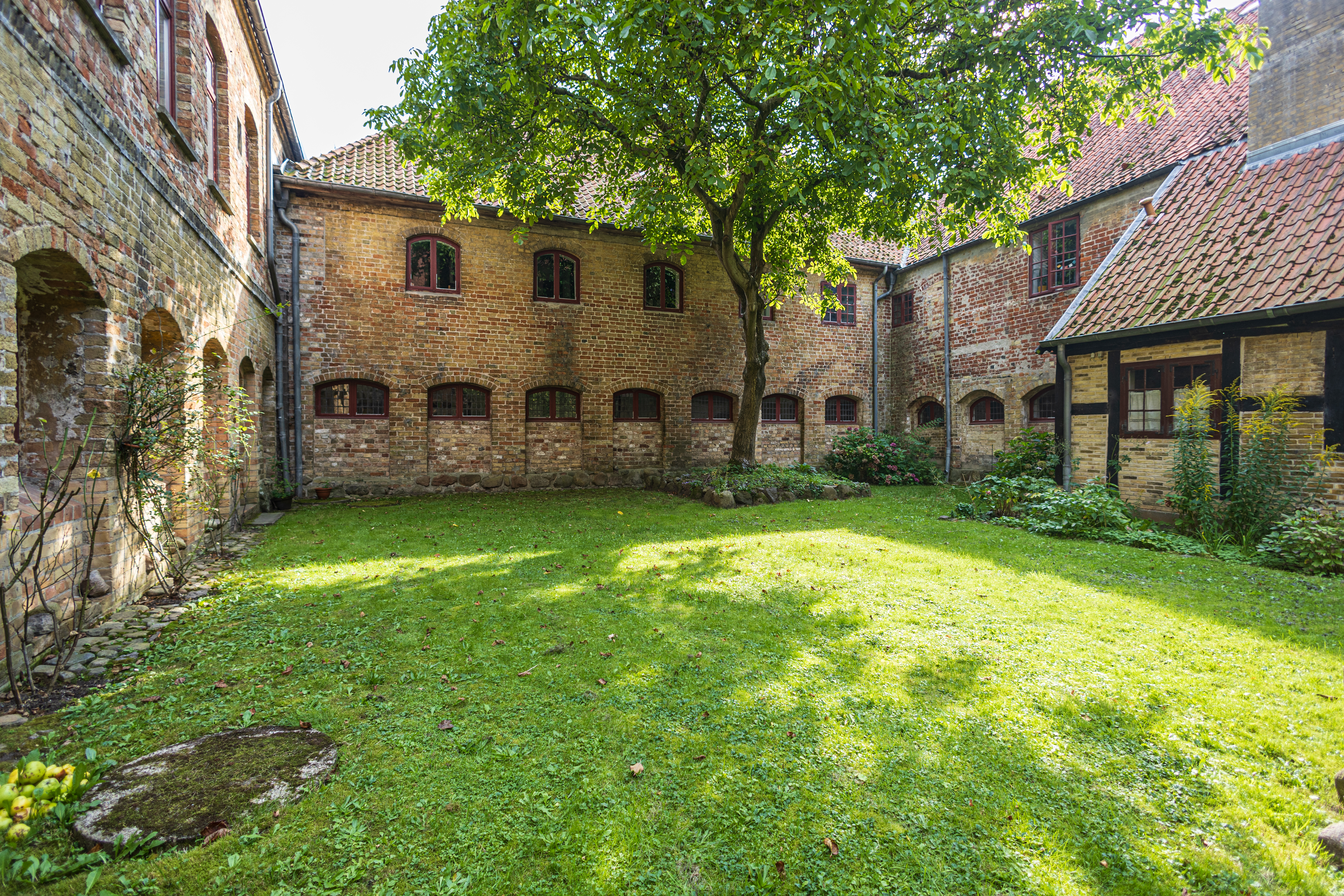
Innenhof des Klosters

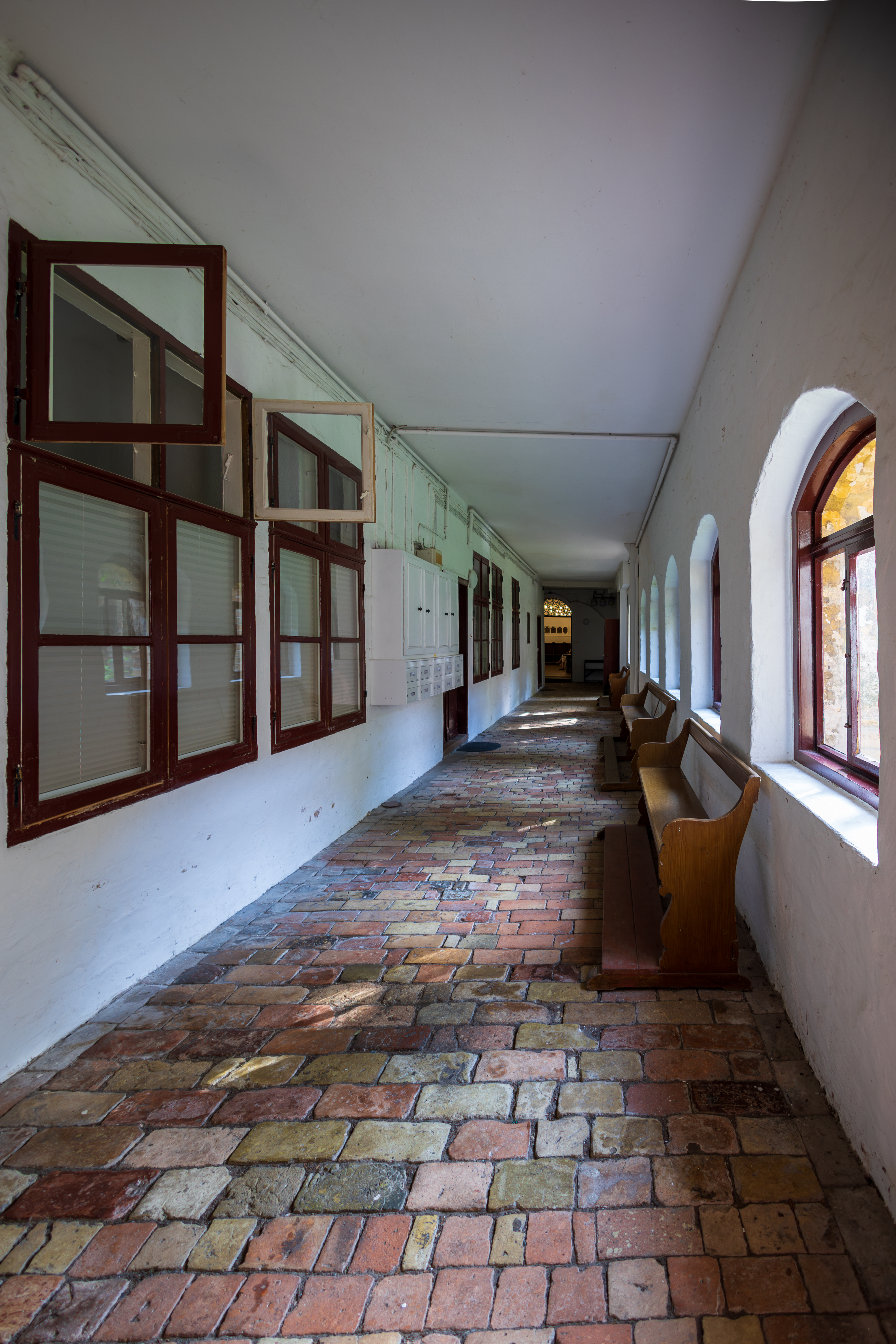
Kreuzgang im Kloster

Auf einem Gewölbekeller aus dem 13. Jahrhundert im südlichen Teil der Anlage steht der nach dem Brand 1487 errichtete Remter, er ist der einzige unterkellerte Teil des Klosters. Das dortige mit Schnitzereien reich verzierte zehnsitzige Nonnenchorgestühl von 1240 stand ursprünglich auf der Nonnenempore der Kirche. An den Wänden hängen die Gegenstücke der Totenschilde aus dem Altarraum der Kirche. Auf der kleinen Schrankorgel aus der zweiten Hälfte des 18. Jahrhunderts soll Bellmann das Schleswig-Holstein-Lied komponiert haben.

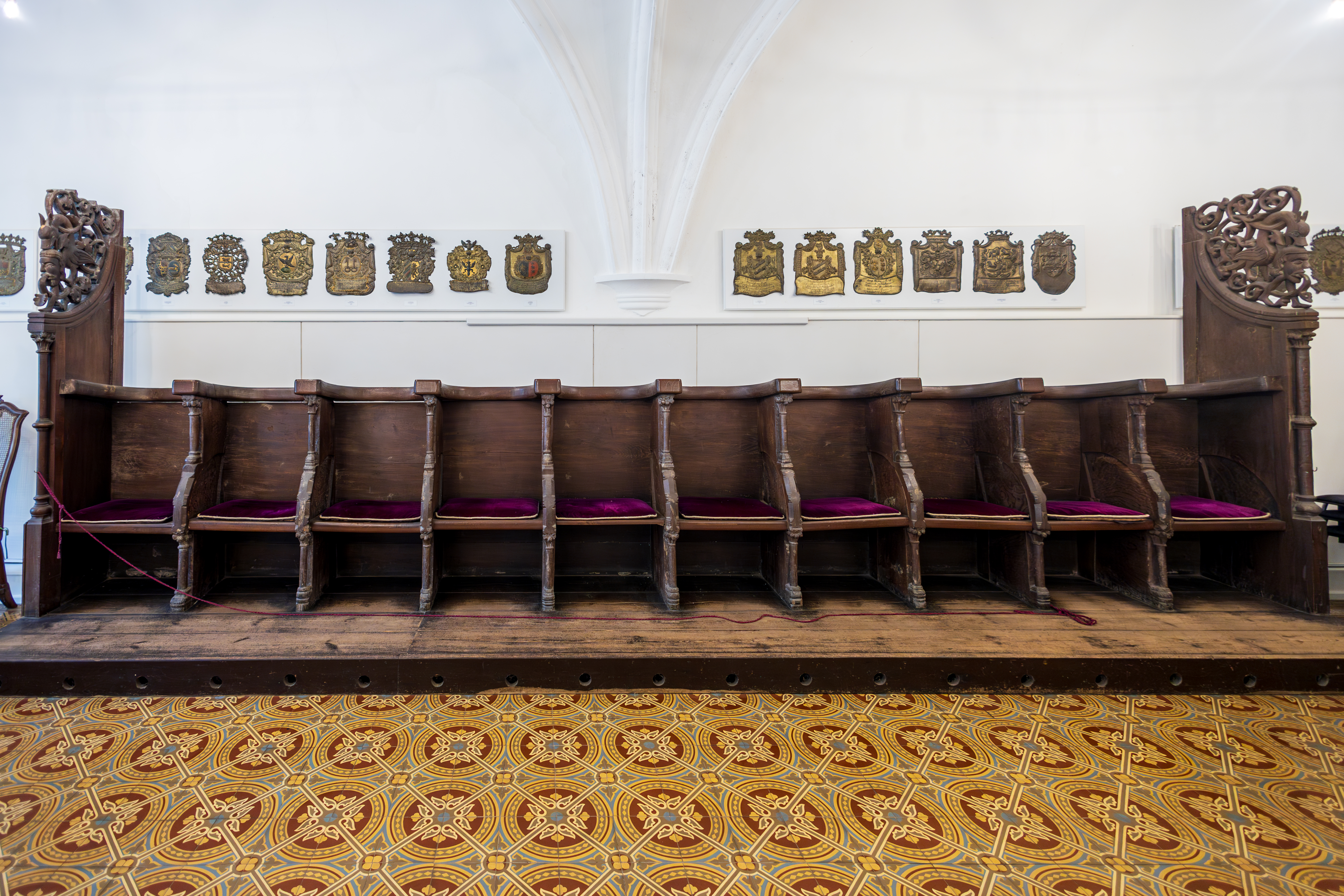
Chorgestühl

Im Kapitelsaal direkt neben der Klosterkirche werden die Klosterschätze aufbewahrt, darunter der um 1400 geschnitzte Kopf Johannes des Täufers aus Eichenholz in einer Schüssel, einer sogenannten Johannisschüssel. Dieser Kopf ist bei allen wichtigen Ereignissen im Kloster anwesend. Das Tafelsilber soll aus dem Haus des Dichters Johann Wolfgang von Goethe stammen.
Verbunden werden die Gebäude der Anlage vom vierflügligen Kreuzgang, dem sogenannten Schwahl, mit seinem Kreuzrippengewölbe aus dem 14. Jahrhundert, der den Klosterhof umgibt. Rund um den Kreuzgang sind die Wohnbereiche angeordnet. Auch die Nonnenempore und der Chor sind vom Schwahl aus zu erreichen, so konnten die Nonnen ihr Chorgestühl bzw. die Konventualinnen ihre Gebetsstübchen erreichen, ohne das allgemein zugängliche Langhaus betreten zu müssen. Der Ostflügel wurde 1899/1900 größtenteils neu errichtet.
Auf dem Friedhof neben der Klosterkirche liegen die Gräber der Priorinnen von St.-Johannis. Auch Bellmann und seine Frau wurden auf dem Friedhof neben der Klosterkirche beigesetzt, ein Grabstein und eine Gedenktafel an der Klostermauer erinnern an ihn.

### Pastorat und Haus des Klosterpropstes
Der Kirche gegenüber liegt das um 1754 erbaute Wohnhaus der Pröpste des Stifts, in ihm ist heute das Bibelzentrum St. Johanniskloster untergebracht, in dem es um die Entstehungsgeschichte der Bibel geht. Neben dem sogenannten Propsthaus befinden sich ein Bibelgarten und ein Skulpturenpark, gestaltet von namhaften Künstlern zu „Propheten“ und „Tiere der Bibel“, ein Garten mit Steinskulpturen aus Anröchter Dolomit.
Die aus dem 18. Jahrhundert stammenden Häuser Am-St.-Johannis-Kloster 2–6 (Pastorat), 4 (Haus des Propstes) stehen unter Denkmalschutz. Das Haus Nr. 10 geht wohl auf das 17. Jahrhundert zurück.

## Damenstift
Die enge Bindung an den schleswig-holsteinischen Adel verhinderte eine Aufhebung des Klosters nach der Reformation, ermöglichte aber die Umwandlung in ein evangelisches adeliges Damenstift. Da der Adel inzwischen weitgehend lutherisch gesinnt war, wurde mit der Kirchenordnung vom 9. März 1542 aus dem Kloster auf dem Holm ein evangelischer Konvent. An Stelle der Benediktinerregel trat nun die Regel des Reformators Johannes Bugenhagen, die in der Kirchenordnung unter der Überschrift steht: Eyne Godtfürchtige vnde Recht Christike ock der Olden Kercken gelickmetige Ordeninge der Ceremonien vor Domheren vne Clöster. In der Bestätigung der Privilegien des St.-Johannis-Klosters durch König Friedrich II. von Dänemark vom 11. September 1566 wurde nachdrücklich darauf hingewiesen, dass die Kirchenordnung von 1542 ungekrencket bleiben müsse. Demnach ist zu vermuten, dass einzelne der nun Konventualinnen genannten ehemaligen Nonnen mehr oder weniger offen, doch treu zur alten Regel standen. Als Stiftung für die standesgemäße Versorgung der unverheirateten Töchter des schleswig-holsteinischen Adels hat das St.-Johannis-Kloster bis in die heutige Zeit überdauert.
Ähnliche Schicksale erfuhren auch die Nonnenklöster Preetz, Uetersen sowie das Kloster in Itzehoe, die ebenfalls in den Besitz der Schleswig-Holsteinischen Ritterschaft übergingen.
Zum Aufnahmeritual des Hochadeljungfrauen Klosters St. Johannis gehört es, dass die Anwärterin den hölzernen Kopf des heiligen Johannes küsst. In dem Gedicht Das Haupt des heiligen Johannes in der Schüssel aus dem Buch Adjutantenritte und andere Gedichte (Leipzig, 1883) von Detlev von Liliencron heißt es dazu:

„Doch er [Isern Hinnerk] machte die Bedingung,

Jedes Fräulein, das zur Nonne

Werden wollte, werden musste,

Sollte küssen diesen Kopf.“

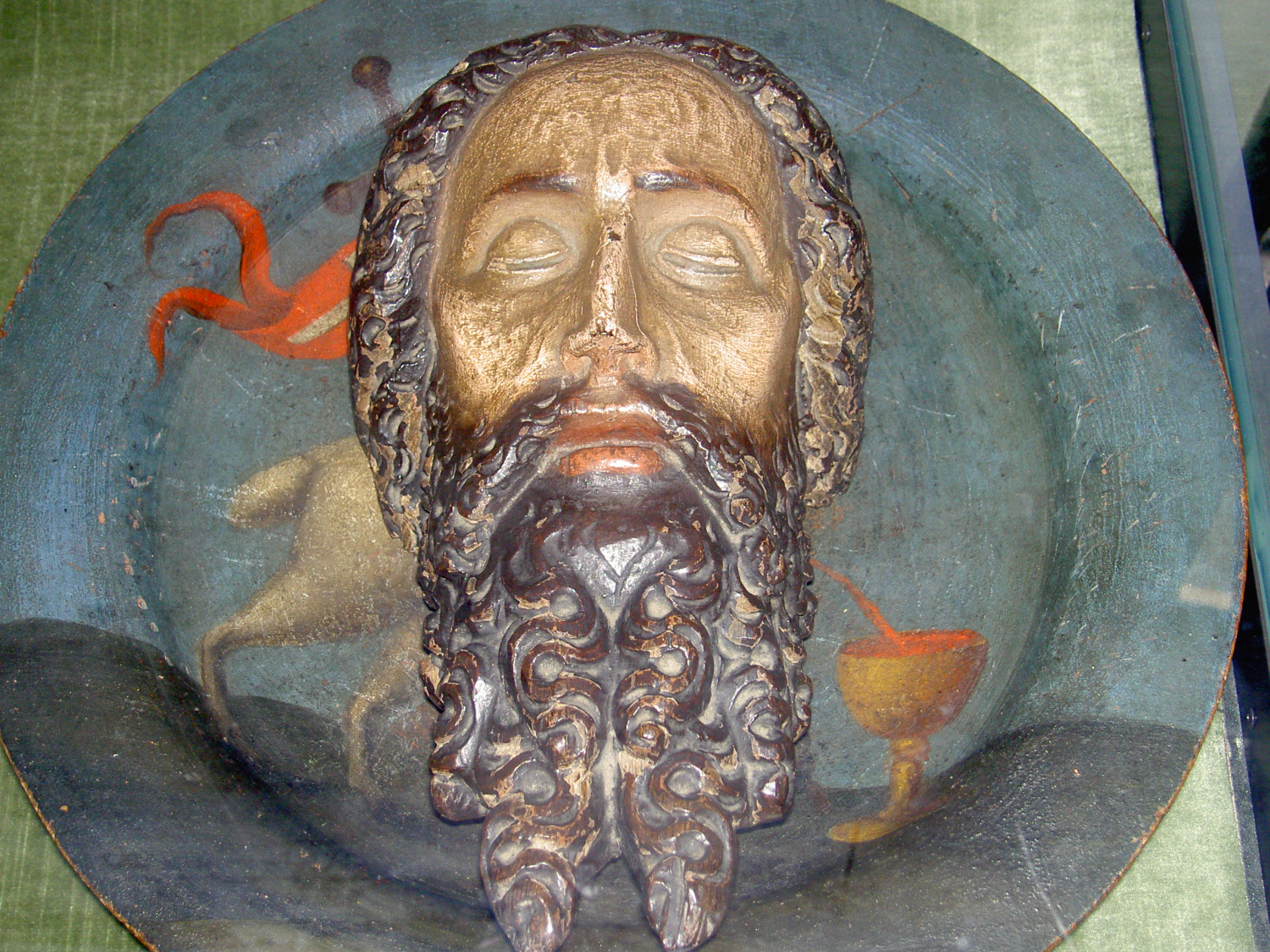
Johannesschüssel des St.-Johannis-Klosters

Noch heute können die Töchter der Mitglieder der Ritterschaft in das Kloster aufgenommen werden. Meist wird die Tochter unmittelbar nach der Geburt eingeschrieben, die Expektanz wird mit einem Klosterbrief bestätigt und die Tochter wird zum sogenannten „expektierten Fräulein“. Bleibt die Expektantin unverheiratet, kann sie nach Freiwerden einer Stelle als Konventualin in das Kloster aufgenommen werden. Mit der Aufnahme erhält sie ein lebenslanges Wohnrecht im Kloster sowie – je nach dessen finanzieller Lage – Anrecht auf eine Apanage. Die Damen müssen jedoch nicht im Kloster leben. 2001 gab es sechs Konventualinnen, von denen zwei im Kloster lebten.
Geleitet wird das Stift von der Priörin und einem Probst. Die Priorin wird aus dem Kreise der Konventualinnen gewählt und wohnt zumeist als einzige der Konventualinnen im Stift. Daneben gibt es allerdings noch Bewohner, die nicht zum Stift gehören. Die Vermietung gehört heute zu den wesentlichen Einnahmequellen des St.-Johannis-Klosters. Der Probst (zu unterscheiden von „Propst“ als Kleriker) wird von der Schleswig-Holsteinischen Ritterschaft vorgeschlagen und von den Konventualinnen gewählt.

### Priörinnen
- 1382, 1383 Lutghard (Luidgaard) von der Wisch
- 1402 Grete Schinkel
- 1439 Cecilia Esbern
- 1464 Syle Esbern
- 1487 Wybe Meynerstorp (Wiebe von Meinstorf)
- 1498 Margarete Smalsteden (von Schmalstede)
- 1515 Elisabeth von Aleuelde (von Ahlefeldt)
- 1546 Margharete Strangens
- ~ 1637 Elisabeth von Reventlow
- 1864–1875 Ulrike von Pogwisch
- 1984–1991 Gerda Baronin von Löwenstern a. d. Hs. Rösthof
- 1991 bis 4. Aug. 2012 Henny von Schiller (* 30. Juli 1919 in Buckhagen; † 27. Oktober 2012 in Schleswig)
- Aug. 2012 bis 2014 Gesa Baronin von Maydell
- seit 2014 Irmgard-Anna von Samson-Himmelstjerna von Gut Falkenberg[20]

### Pröbste
- Johann Krummendiek 1388
- Johann Adolph Kielmann von Kielmannsegg
- Hans Heinrich Kielman von Kielmansegg
- Wulff von Ahlefeldt
- Detlev von Reventlow († 1701)
- Heinrich von Reventlow 1725–1732
- Claus von Reventlow 1736–1758
- Cai von Rantzau 1770
- Jürgen von Ahlefeldt 1771–1777
- Wulf Christopher von Ahlefeldt 1805–1840
- Theodor von Reventlow 1840–1847
- Wulf Henning Ernst Wilhelm von Rumohr 1852–1862
- Ulrich Ludwig Hans von Brockdorff 1863–1875
- Rochus von Liliencron 1876–1908 († 1912)
- Henning von Rumohr
- Friedrich von Ahlefeldt-Dehn 1985–2019[21]
- Moritz zu Reventlow seit 2019[20]

## Wirtschaftliche Verhältnisse
In den ersten beiden Jahrhunderten seines Bestehens hatte das Kloster mit starken wirtschaftlichen Schwierigkeiten zu kämpfen, auch weil der Konvent sich aus nur höchstens zehn Nonnen zusammensetzte.
In der zweiten Hälfte des 14. Jahrhunderts besserte sich die wirtschaftliche Lage, vor allem mit dem Erwerb des Patronats und der Kirche Sankt Marien in Kahleby (heute ein Ortsteil von Schaalby) 1385. Schließlich verschafften religiös motivierte Stiftungen von Adel und Bürgertum dem Kloster einen umfangreichen Grundbesitz.
Die Verwaltung des Klosters lag in den Händen des Klosterpropstes. Vor der Reformation waren die Klosterpröpste geistlichen Standes. Dennoch scheinen die Priörinnen mehr Befugnisse als der Propst gehabt zu haben. Nach Zerstörung des Klosters durch Feuer 1487 erließ die Priörin Wybe Meynerstorp allein einen Brandbrief um Almosen. In Verträgen von 1383, 1402, 1439, 1446 und 1464 wurde stets die Priörin und nicht der Propst genannt.
Im 15. Jahrhundert kamen weitere Ländereien in Angeln und dem Gebiet östlich des Haddebyer Noors hinzu und gruppierten sich als Schleidistrikt. Bis zum 19. Jahrhundert umfasste der Besitz des Klosters umfangreiche Ländereien bis zu 6500 Hektar in der Umgebung von Schleswig, darunter waren vier Bauernhöfe, 140 kleinere Landstellen, vier Mühlen und drei Kirchen. Die Gesamtfläche betrug mehr als 6500 ha und schloss Dörfer wie Jagel ein.
Im 19. Jahrhundert wurden der Besitz und die Ländereien nach Aussagen des Klosterpropst Henning von Rumohr aus „schwer verständlichen Gründen“ veräußert.

## Erwähnenswertes
- In den 1970er Jahren diente die Klosteranlage als Kulisse für die Serie Onkel Bräsig mit Fritz Hollenbeck in der Hauptrolle.